# Gmina Raška
Gmina Raška (serb. Opština Raška / Општина Рашка) – gmina w Serbii, w okręgu raskim. W 2018 roku liczyła 22 712 mieszkańców.